# Freundschaftsbrücke (Katar–Bahrain)
Die Freundschaftsbrücke (arabisch جسر المحبة Dschisr al-Mahabba, DMG Ǧisr al-Maḥabba, engl. auch Qatar-Bahrain Causeway) ist eine geplante Brücke zwischen Katar und Bahrain. Erste Bauarbeiten begannen 2011, wurden jedoch 2012 wieder eingestellt. Mit Fertigstellung der Brücke soll eine direkte Eisenbahn- und Straßenverbindung zwischen beiden Ländern geschaffen werden, die die Pkw-Fahrzeit von fünf Stunden über das Festland Saudi-Arabiens auf eine Stunde verkürzt.

## Bauwerksbeschreibung
Die ursprüngliche Planung für die Freundschaftsbrücke von 1999 sah eine Länge von etwa 40 Kilometern vor, davon wären etwa 18 Kilometer auf aufzuschüttenden Dämmen verlaufen sowie 22 Kilometer auf Brückenkonstruktionen. Sie wäre damit zum Zeitpunkt der geplanten Eröffnung eine der längsten Brücken der Welt über Wasser gewesen. Sie sollte pro Fahrtrichtung über zwei Fahrspuren sowie einen Pannenstreifen und über einen Hauptdurchlass für Seeschiffe von 400 Metern Breite und 40 Metern Höhe verfügen, wobei maximale Steigungen von 3 Prozent geplant waren. Mit der Entscheidung von November 2008, Planungen für die Gulf Railway aufzunehmen, ist die Brücke um zusätzlich zwei Gleise für Fracht- und Personenzüge erweitert worden. Der Personenzug von Doha nach Manama ist als Hochgeschwindigkeitszug mit 350 km/h Spitzengeschwindigkeit geplant, weshalb als Maximalsteigung 1,2 Prozent für die Querung angenommen werden. Wegen dieser neuen Gradienten sowie der höheren Last auf den Dämmen und Pfeilern musste der Planentwurf um etwa 7 Kilometer verlängert und teilweise neu trassiert werden. Der Brückenkopf in Bahrain liegt nördlich der Ortschaft Askar, der am östlichen Ende der Brücke in Katar etwa 5 Kilometer südlich von az-Zubāra nahe der Siedlung Ras Eshairij.

## Geschichte
Erste Planungen begannen 1999 und wurden erstmals im September 2001 öffentlich gemacht, als das dänische Beratungsunternehmen COWI einen Vertrag für die erste Phase des Projekts mit Katar unterzeichnete. Zusammen mit Sund & Bælt Partner Ltd., DHI Water & Environment und die Architekten von Dissing Weitling und COWI wurden Vorstudien für die Verbindung durchgeführt. Diese mündeten in der Projektgenehmigung vom 28. Februar 2005, um Bahrain mit dem Nordwesten von Katar als damals längste feste Verbindung der Welt zu verbinden. Am 11. Juni 2006 wurde ein Vertrag zwischen beiden Ländern unterzeichnet, um ein Unternehmen zu gründen, das das notwendige Kapital beschaffen und mit dem Bau beginnen sollte.
Die Kosten der reinen Straßenbrücke wurden anfangs auf 1,5 Milliarden US-Dollar geschätzt. Mit der Ergänzung um die Bahnstrecke stiegen die Baukosten auf 2,7 Milliarden US-Dollar, der Baubeginn war für das erste Quartal 2010 vorgesehen. An die Deutsche Bahn ging 2009 ein Milliardenauftrag zur Lieferung von Zügen im Wert von 17 Milliarden Euro.
Aufgrund der Finanzkrise und der ungelösten Frage, welche Bahntechnik zum Einsatz kommt, wurde der Baubeginn zunächst verschoben. Die Bauarbeiten begannen auf der Seite von Katar 2011, während Bahrain noch unter den Folgen der Finanzkrise litt und den Anschlussbau in Bahrain abbrach. Die Bauarbeiten sollten viereinhalb Jahre in Anspruch nehmen und 3 Milliarden US-Dollar kosten. Im Dezember 2012 wurde der geplante Termin für die Fertigstellung auf 2022 verschoben, seitdem wurde nicht mehr weitergebaut.
Am 17. November 2023 wurde bei einem Treffen zwischen Bahrains König Hamad bin Isa Al Chalifa und dem katarischen Premierminister Mohammed bin Abdulrahman Al Thani vereinbart, die Planung für die Brücke wieder aufzunehmen und die betroffenen Behörden beider Länder wurden angewiesen, die Pläne fertigzustellen und mit der Umsetzung des Projekts zu beginnen. Ende Februar 2024 wurde verkündet, dass die Bauarbeiten spätestens 2025 wieder aufgenommen werden sollen.